# Вирголета (Маса-Карара)
Вирголета је насеље у Италији у округу Маса-Карара, региону Тоскана.
Према процени из 2011. у насељу је живело 295 становника. Насеље се налази на надморској висини од 181 м.